# Guiyi
Guiyi (kinesiska: 归义镇, 归义) är en köping i Kina. Den ligger i den autonoma regionen Guangxi, i den södra delen av landet, omkring 280 kilometer öster om regionhuvudstaden Nanning. Antalet invånare är 65379. Befolkningen består av 31 713 kvinnor och 33 666 män. Barn under 15 år utgör 26,0 %, vuxna 15-64 år 64 %, och äldre över 65 år 8,0 %.
Genomsnittlig årsnederbörd är 2 243 millimeter. Den regnigaste månaden är april, med i genomsnitt 349 mm nederbörd, och den torraste är januari, med 32 mm nederbörd.